# Więzienie Newgate

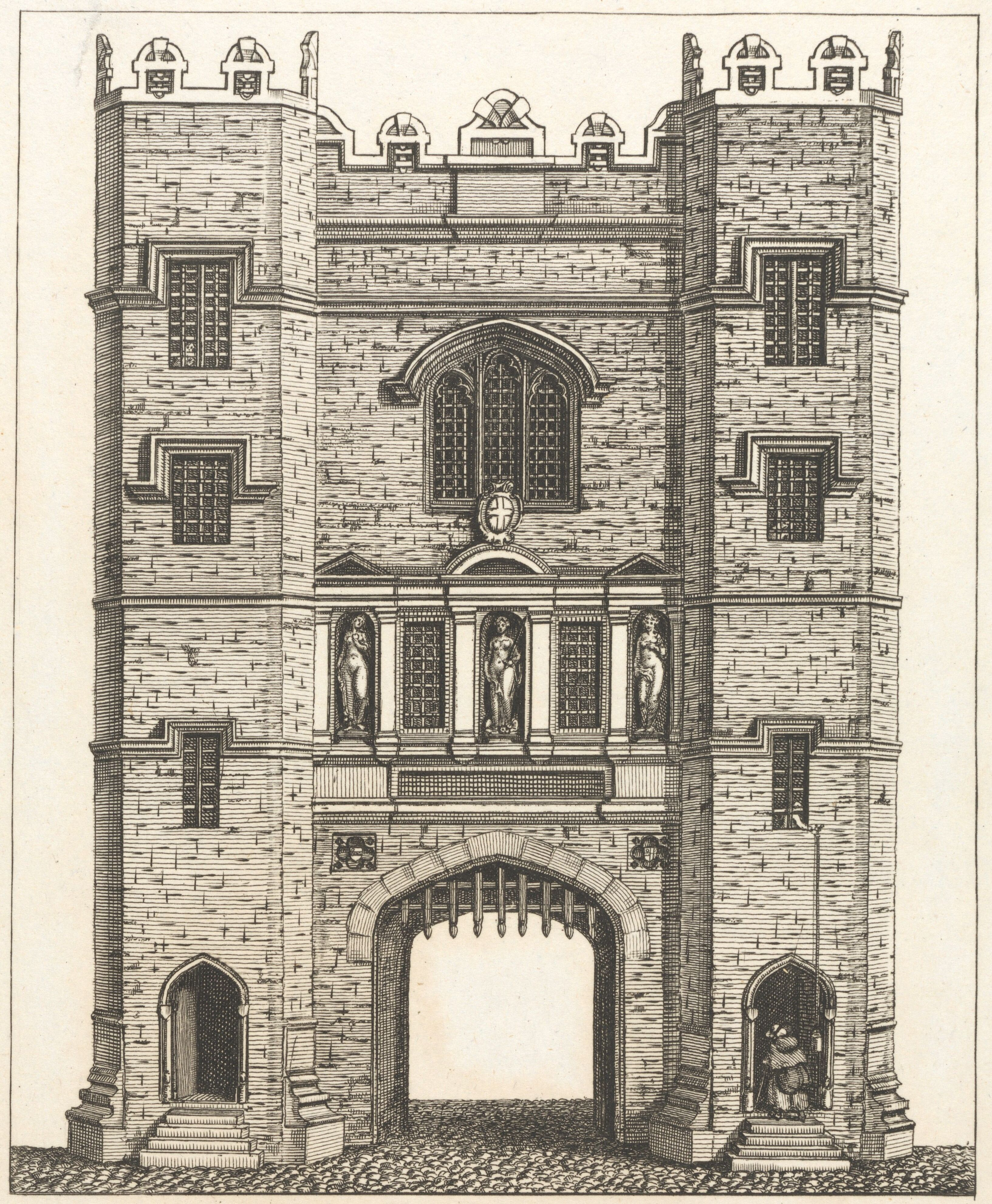
Newgate, dawna brama miejska i więzienie

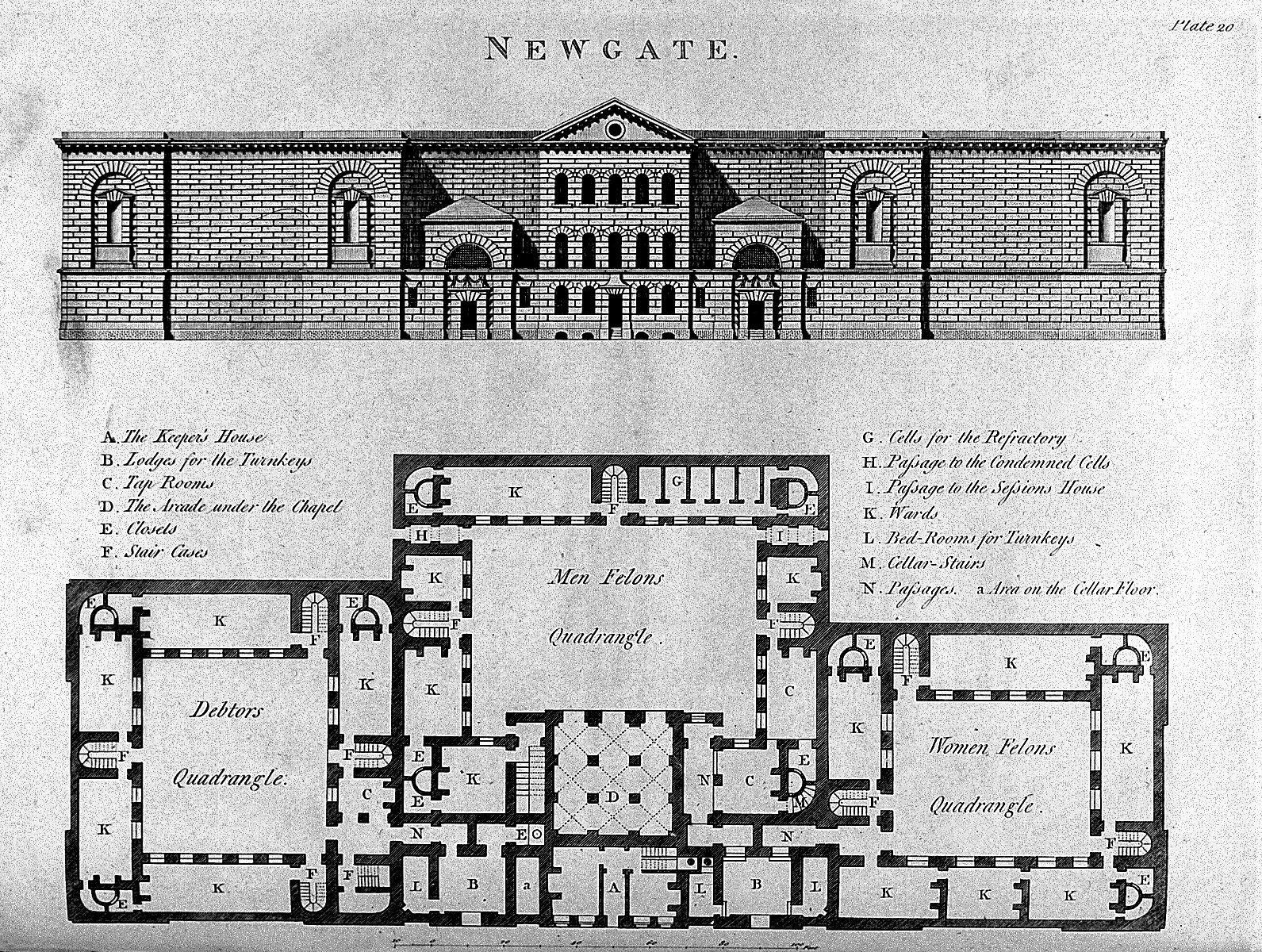
Plan więzienia Newgate opublikowany w 1800

Więzienie Newgate – dawne więzienie w Londynie, położone na rogu ulic Newgate Street i Old Bailey, u wejścia do City of London. Pierwotnie, za czasów panowania rzymskiego, była to jedna z bram w murze miejskim Londynu. Brama-więzienie była całkowicie przebudowana w XII wieku, a następnie zniszczona w 1777. Więzienie było rozbudowywane i przebudowywane wielokrotnie, było użytkowane przez 700 lat, od 1188 do 1902.

## Historia
Pierwsze więzienie w Newgate zbudowano w 1188 z polecenia Henryka II. Zostało znacznie powiększone w 1236, wykonawcy testamentu lorda majora Londynu Richarda Whittingtona zostali zobowiązani do jego odnowienia w 1422. Więzienie zostało zniszczone w wielkim pożarze Londynu w 1666 a odbudowane w 1672, wówczas też powiększono je o nowe budynki położone na południowej stronie ulicy.
Według zapisu na średniowiecznej statui, więzienie było zarządzane przez dwóch szeryfów, wybieranych raz do roku, którzy zlecali administrowanie nim prywatnie wynajętym strażnikom. Strażnicy byli upoważnieni do pobierania wynagrodzenia bezpośrednio od więźniów, co stanowiło jedno z najlepszych źródeł dochodu w ówczesnym Londynie.
Jednakże, system taki skłaniał strażników do wyzysku więźniów i okrucieństwa wobec nich, celem zwiększenia efektywności ich pracy.
W swej historii Newgate było używane do różnych celów, także do przetrzymywania skazańców oczekujących na egzekucję. Nie zawsze też było całkowicie bezpieczne: włamywacz Jack Sheppard zbiegł z niego trzykrotnie, zanim udało się doprowadzić go pod szubienicę w Tyburn w 1724. Na początku XVIII wieku pewien rozgłos zyskał kapelan więzienny Paul Lorrain, który opublikował książkę Confessions („Wyznania”) traktującą o więźniach Newgate, jej treść jednakże uważana jest za ubarwioną konfabulacjami.
Po zburzeniu starego więzienia zastąpiono je nowymi budynkami zaprojektowanymi przez George’a Dance’a między 1770 a 1778. Był on także projektantem przyległego budynku sądu. Nowe więzienie stało się w 1780 obiektem ataku kryminalistów podczas rozruchów znanych jako rozruchy Gordona. Budynki podpalono, część uwięzionych zginęła w pożarze a około 300 wykorzystało go jako sposobność do ucieczki.
Dwa lata później, w 1782, więzienie odbudowano w nowym kształcie. Założeniem projektanta było, aby sam wygląd budynku zniechęcał do łamania prawa. Budynki więzienne otaczały wewnętrzny dziedziniec i były podzielone na dwie sekcje: dla biedniejszych więźniów oraz „rejon państwowy” dla tych spośród uwięzionych, którzy mogli sobie pozwolić na pobyt w nieco lepszych warunkach. Każda z sekcji była dodatkowo podzielona na podsekcje dla kryminalistów oraz uwięzionych za długi.
W 1783 przeniesiono z Tyburn do Newgate londyńskie szubienice. Publiczne egzekucje poza murami więzienia, które stało się w tym czasie głównym więzieniem Londynu, przyciągały tłumy gapiów. Istniała także możliwość zwiedzenia więzienia po uzyskaniu specjalnego zezwolenia od Lorda Mayora Londynu lub szeryfa. Uwięzieni przebywali w ciemnych celach oddzielonych od ulicy Newgate cienkim murem, przyćmione światło słoneczne docierało do ich cel jedynie od strony więziennego dziedzińca. Szubienice umieszczono poza zasięgiem widoku z okien cel, na ulicy Newgate.
Na początku XIX wieku, sprawa więźniów Newgate przyciągnęła uwagę reformatorki społecznej, Elizabeth Fry. Kwestionowała ona zwłaszcza warunki, w jakich osadzano tam kobiety. Po przedstawieniu przez nią raportu na ten temat w Izbie Gmin, poczyniono pewne ulepszenia. W 1858 wnętrza budynków więzienia przebudowano, tworząc cele jednoosobowe.
Po 1868 nie przeprowadzano już publicznych egzekucji, skazańców wieszano wewnątrz więzienia. Michael Barrett był ostatnim skazańcem powieszonym publicznie w Newgate, a zarazem w całej Wielkiej Brytanii. Jego egzekucja odbyła się 26 maja 1868.
Więzienie zamknięto w 1902 a zburzono dwa lata później. Na jego miejscu wznosi się obecnie gmach Głównego Sądu Kryminalnego Wielkiej Brytanii, znanego też jako Old Bailey, od nazwy ulicy przy której stoi.
Oryginalne drzwi więziennej celi, w której w 1681 więziono Olivera Plunketta, zachowały się do dziś i są wystawione w kościele pw. św. Piotra w Drogheda (Irlandia). Oryginalna żelazna brama, przez którą przechodzili skazańcy prowadzeni na szubienicę, przez lata była używana w jednej z alejek w Buffalo, a obecnie znajduje się w tym samym mieście w katolickiej uczelni Canisius College.

## Więźniowie Newgate
- William Cobbett – reformator parlamentarny i ziemianin
- Daniel Defoe – autor książek Robinson Crusoe i Moll Flanders (losy tytułowej postaci nawiązują do historii jednej ze współwięzionych kobiet)
- Lord George Gordon – szaleniec który, obok innych czynów, próbował także spalić więzienie Newgate
- Ben Jonson – autor sztuk teatralnych i poeta uwięziony za zabicie w pojedynku swego kolegi, aktora Gabriela Spencera. Uwolniony na mocy instytucji angielskiego prawa, tzw. benefit of clergy, przewidującego taką możliwość dla osób które mogą być sądzone na podstawie prawa kanonicznego, a nie cywilnego
- William Kidd – pirat znany też jako Captain Kidd
- John Law – ekonomista
- James MacLaine – znany też jako „the Gentleman Highwayman” – złodziej recydywista
- sir Thomas Malory – autor Le Morte d’Arthur, sagi o Królu Arturze
- Titus Oates – konspirator antykatolicki
- William Penn – kwakier, założyciel stanu Pensylwania
- Jack Sheppard
- Jane Voss (alias Jane Roberts) (zm. 1684) – złodziejka
- Św. Robert Southwell – Jezuita, poeta i męczennik
- Owen Suffolk – australijski pionier
- Mary Wade – najmłodsza kobieta skazana na banicję do Australii
- Tomasz Johnson, Jan Davy i towarzysze męczennicy
- Thomas Reding – męczennik, brat świecki zakonu kartuzów[1]

## Więzienie Newgate w kulturze
- Spis egzekucji których dokonano w Newgate, wraz z komentarzami, opublikowano jako The Newgate Calendar. Wydawnictwo to stało się inspiracją dla szeregu powieści o tematyce związanej z więzieniem Newgate.
- Więzienie Newgate występuje w powieściach Dickensa, w tym w Oliver Twist, Opowieść o dwóch miastach, Barnaby Rudge i Wielkie nadzieje, autor ten poświęcił mu też cały esej w zbiorze Sketches by Boz.
- Więzienie występuje także w utworach:
  - Daniel Defoe, Moll Flanders
  - William Godwin, Caleb Williams
  - Michael Crichton, Wielki skok na pociąg
  - Neal Stephenson, Cykl barokowy
  - Joseph O’Connor, Star of the Sea – jeden z rozdziałów opisuje osadzonych oraz ucieczkę z Newgate.
  - Bernard Cornwell, Gallows Thief
  - David Liss, Spisek papierowy oraz sequel Spektakl korupcji
  - John Gay, Opera żebracza
  - Richard Zacks, The Pirate Hunter (The True Story of Captain Kidd)
  - Bracia Wachowski, film V jak vendetta 
  - George MacDonald Fraser, Flashman’s Lady
  - Jonathan Barnes, The Somnambulist.